# Saint-Amant-Roche-Savine
Saint-Amant-Roche-Savine település Franciaországban, Puy-de-Dôme megyében. Lakosainak száma 532 fő (2022. január 1.). Saint-Amant-Roche-Savine Auzelles, La Chapelle-Agnon, Cunlhat, Fournols, Grandval, Le Monestier és Saint-Éloy-la-Glacière községekkel határos.

## Népesség
A település népessége az elmúlt években az alábbi módon változott:
| Lakosok száma | 528  | 500  | 521  | 508  | 502  | 494  | 513  | 522  | 532  |
|               | 2013 | 2015 | 2016 | 2017 | 2018 | 2019 | 2020 | 2021 | 2022 |